# Trathala melanostoma
Trathala melanostoma là một loài tò vò trong họ Ichneumonidae.